# AF-UVAS Serie A7 2010
La AF-UVAS Serie A7 2010 è la 1ª edizione ufficiale (2ª effettiva) dell'omonimo torneo di football a 7.
Gli Hradec Králové Warriors si sono ritirati nel corso del secondo bowl.

## Squadre partecipanti
| Club                    | Città          | Stadio | Sponsor ufficiale | Risultato nella stagione 2009 |
| ----------------------- | -------------- | ------ | ----------------- | ----------------------------- |
| Hradec Králové Warriors | Hradec Králové |        |                   |                               |
| Prague Mustangs         | Praga          |        |                   |                               |
| Trutnov Rangers         | Trutnov        |        |                   |                               |
| Znojmo Knights          | Znojmo         |        |                   |                               |

## Stagione regolare

### Calendario

#### 1º bowl
| Znojmo 17 aprile 2010, ore 13:00 | Znojmo Knights | 6 – 0 referto | Trutnov Rangers |  |

| Znojmo 17 aprile 2010, ore 13:40 | Hradec Králové Warriors | 6 – 22 referto | Prague Mustangs |  |

| Znojmo 17 aprile 2010, ore 14:20 | Znojmo Knights | 9 – 13 referto | Prague Mustangs |  |

| Znojmo 17 aprile 2010, ore 15:00 | Trutnov Rangers | 0 – 9 referto | Hradec Králové Warriors |  |

| Znojmo 17 aprile 2010, ore 15:40 | Prague Mustangs | 19 – 14 referto | Trutnov Rangers |  |

| Znojmo 17 aprile 2010, ore 16:20 | Znojmo Knights | 13 – 6 referto | Hradec Králové Warriors |  |

#### 2º bowl
| Trutnov 22 maggio 2010 | Znojmo Knights | 0 – 6 referto | Prague Mustangs |  |

| Trutnov 22 maggio 2010 | Trutnov Rangers | 18 – 15 referto | Hradec Králové Warriors |  |

| Trutnov 22 maggio 2010 | Trutnov Rangers | 6 – 27 referto | Prague Mustangs |  |

| Trutnov 22 maggio 2010 | Hradec Králové Warriors | 0 – 18 (a tavolino) referto | Znojmo Knights |  |

| Trutnov 22 maggio 2010 | Prague Mustangs | 18 – 0 (a tavolino) referto | Hradec Králové Warriors |  |

| Trutnov 22 maggio 2010 | Trutnov Rangers | 23 – 21 referto | Znojmo Knights |  |

#### 3º bowl
| Praga 19 giugno 2010, ore 13:00 | Prague Mustangs | 14 – 12 | Trutnov Rangers |  |

| Praga 19 giugno 2010, ore 13:50 | Prague Mustangs | 22 – 13 | Znojmo Knights |  |

| Praga 19 giugno 2010, ore 14:40 | Znojmo Knights | 22 – 0 | Trutnov Rangers |  |

### Classifica
La classifica della regular season è la seguente:
- PCT = percentuale di vittorie, G = partite giocate, V = partite vinte, P = partite perse, PF = punti fatti, PS = punti subiti

| Pos. | Squadra                 | PCT   | G | V | N | P | PF  | PS  |
| ---- | ----------------------- | ----- | - | - | - | - | --- | --- |
| 1    | Prague Mustangs         | 1.000 | 8 | 8 | 0 | 0 | 141 | 60  |
| 2    | Znojmo Knights          | .500  | 8 | 4 | 0 | 4 | 102 | 70  |
| 3    | Trutnov Rangers         | .250  | 8 | 2 | 0 | 6 | 73  | 133 |
| -    | Hradec Králové Warriors | .167  | 6 | 1 | 0 | 3 | 36  | 89  |

## Bowl finale

### Tabellone
|  | Semifinali | Semifinali      | Semifinali |                |    | Finale | Finale          | Finale |  |
|  |            |                 |            |                |    |        |                 |        |  |
|  |            |                 |            |                |    | 1      | Prague Mustangs | 14     |  |
|  |            |                 |            |                |    | 1      | Prague Mustangs | 14     |  |
|  |            |                 |            | Znojmo Knights | 39 |        |                 |        |  |
|  | 2          | Znojmo Knights  | 33         | Znojmo Knights | 39 |        |                 |        |  |
|  | 2          | Znojmo Knights  | 33         |                |    |        |                 |        |  |
|  | 3          | Trutnov Rangers | 20         |                |    |        |                 |        |  |

### Amichevole
| Znojmo 16 ottobre 2010 | Prague Mustangs | 15 – 8 referto | Warsaw Spartans |  |

### Semifinale
| Znojmo 16 ottobre 2010 | Znojmo Knights | 33 – 20 referto | Trutnov Rangers |  |

### I Rice Bowl
| Znojmo 16 ottobre 2010 | Prague Mustangs | 14 – 39 referto | Znojmo Knights |  |

## Verdetti
- Znojmo Knights Vincitori della AF-UVAS Serie A7 2010